# Cathleen Tschirch

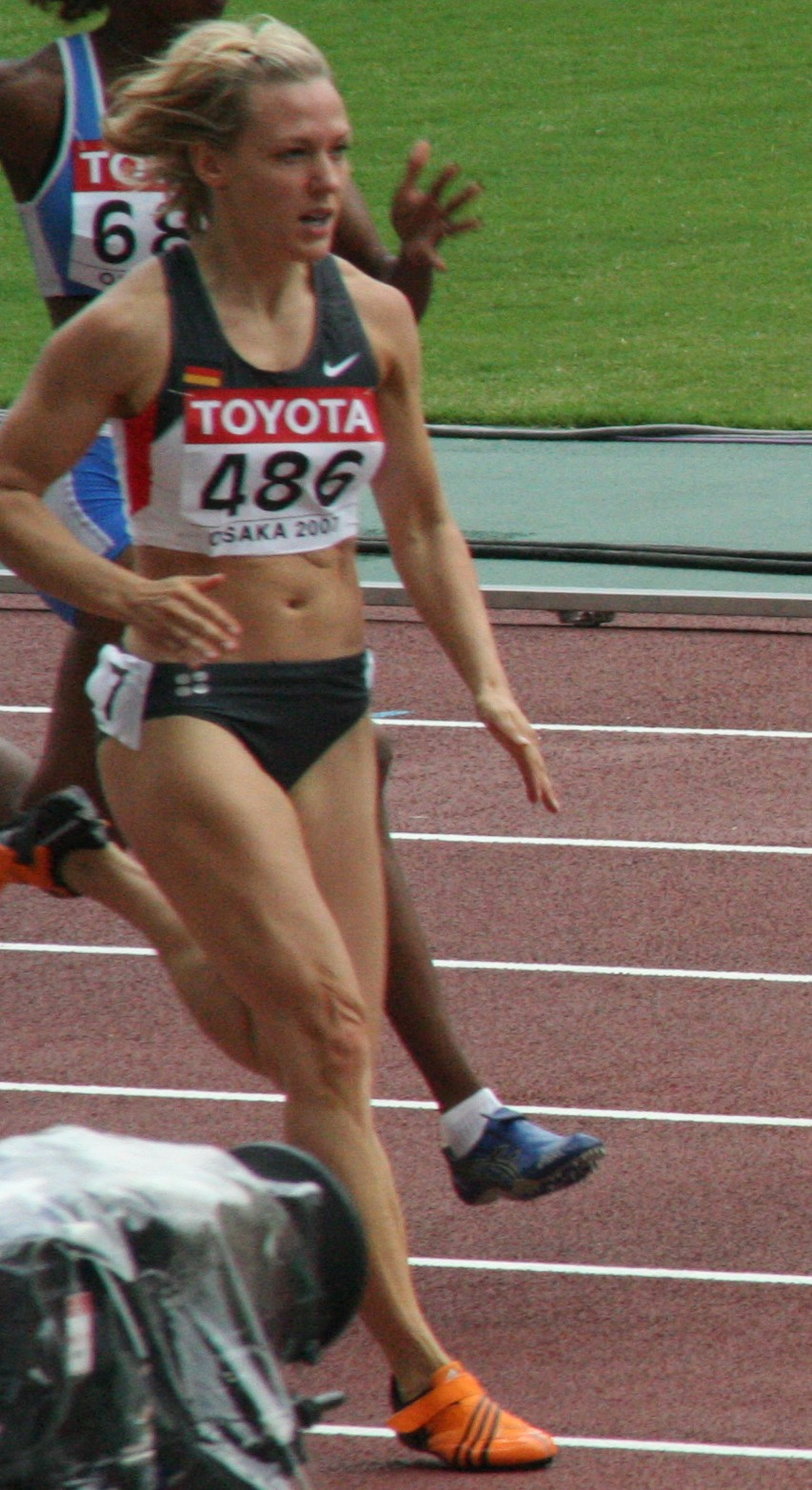
Tschirch 2007-ben

Cathleen Tschirch (Drezda, 1979. július 23. –) német atlétanő.
Hazája négyszer százas váltójával bronzérmet szerzett a 2009-es berlini világbajnokságon. A döntőben Marion Wagner, Anne Möllinger és Verena Sailer társaként futott.

## Egyéni legjobbjai
Szabadtér
- 100 méter síkfutás - 11,35
- 200 méter síkfutás - 22,97

Fedett
- 60 méter síkfutás - 7,34
- 200 méter síkfutás – 23,19